# No Respect
No Respect est un jeu vidéo de combat motorisé développé par Appeal et édité par Ocean Software, sorti en 1997 sur Windows.

## Accueil
- PC Jeux : 74 %[1]